# Libethroidea inusitata
Libethroidea inusitata är en insektsart som beskrevs av Morgan Hebard 1919. Libethroidea inusitata ingår i släktet Libethroidea och familjen Diapheromeridae. Inga underarter finns listade i Catalogue of Life.